# Peugeot Typ 163

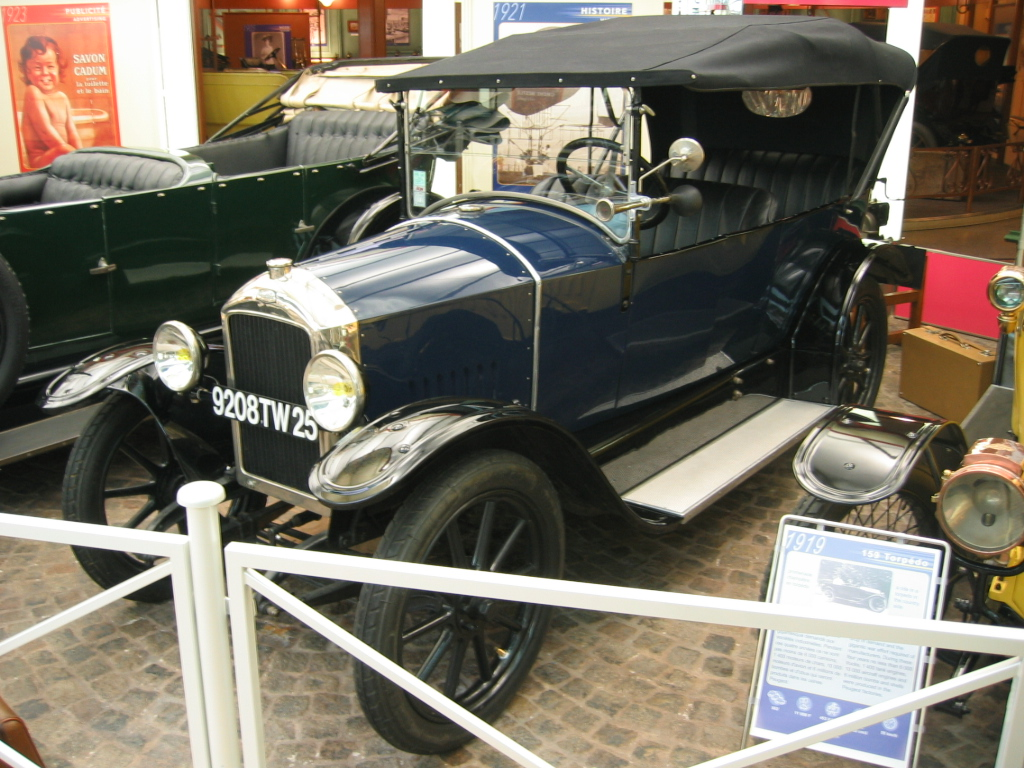
Peugeot Typ 163 im Peugeot-Museum Sochaux

Der Peugeot Typ 163 ist ein Automodell des französischen Automobilherstellers Peugeot, von dem von 1919 bis 1924 in den Werken Audincourt und Beaulieu 13.332 Exemplare produziert wurden.
Die Fahrzeuge besaßen einen Vierzylinder-Viertaktmotor, der vorne angeordnet war und über Kardan die Hinterräder antrieb. Der Vierzylindermotor mit 1437 cm³ Hubraum hatte eine Bohrung von 66 mm mit 105 mm Hub.
| Modell  | Baujahre   | Hubraum  | PS | Radstand | Spurbreite | Fahrzeuglänge | Fahrzeugbreite | Fahrzeughöhe | Karosserieform                                     | Exemplare |
| ------- | ---------- | -------- | -- | -------- | ---------- | ------------- | -------------- | ------------ | -------------------------------------------------- | --------- |
| 163     | 1919–1924  | 1437 cm³ | 13 | 252 cm   | 120 cm     | 350 cm        | 145 cm         | 180 cm       | Torpedo, Lieferwagen, Camionnette                  | 9349      |
| 163 B   | 1921–1922  | 1437 cm³ |    | 264 cm   | 120 cm     |               |                |              | Torpedo, Berline, Coupé                            | 1403      |
| 163 BR  | 1922–1924  | 1480 cm³ |    | 264 cm   | 120 cm     |               |                |              | Torpedo, Coupé-Limousine, Lieferwagen, Camionnette | 2230      |
| 163 BRS | 1923       | 1480 cm³ |    | 264 cm   | 120 cm     |               |                |              |                                                    | 4         |
| 163 BS  | 1921, 1923 | 1480 cm³ |    | 264 cm   | 120 cm     |               |                |              | Torpedo Spezial, Sportwagen                        | 346       |